# Natalja Zjedik
Natalja Valerjevna Zjedik (Russisch: Наталья Валерьевна Жедик) (Leningrad, 11 juli 1988) is een Russisch basketbalspeelster die uitkomt voor het nationale team van Rusland.

## Carrière
In 2007 ging Zjedik spelen voor Spartak Sint-Petersburg. In 2010 ging ze naar Dinamo Moskou. Na één jaar stapte Zjedik over naar Nadezjda Orenburg. Met die club werd Zjedik twee keer tweede om de Beker van Rusland in 2012 en 2014. Ook werd ze drie keer tweede om het Landskampioenschap van Rusland in 2014, 2015 en 2016. Ook haalde Zjedik de finale om de EuroLeague Women in 2016. Ze speelde de finale in Istanboel tegen UMMC Jekaterinenburg uit Rusland. Ze verloor die finale met 69-72. In 2017 stapte Zjedik over naar Dinamo Koersk. Met Dinamo won ze de FIBA Europe SuperCup Women in 2017. In 2019 verloor Zjedik de finale om de EuroLeague Women. Ze verloren van UMMC Jekaterinenburg uit Rusland met 67-91. In 2020 won Zjedik met Dinamo de Beker van Rusland. In 2020 keerde ze terug bij Nadezjda Orenburg.
Met Rusland speelde Zjedik op het Europees Kampioenschap in 2013 en 2017 en werd vierde op de Olympische Spelen in 2012. Ook speelde ze op het Wereldkampioenschap in 2010.

## Erelijst
- Landskampioen Rusland:
  - Tweede: 2014, 2015, 2016, 2018, 2019
  - Derde: 2012, 2013, 2017
- Bekerwinnaar Rusland: 2
  - Winnaar: 2020, 2021
  - Runner-up: 2012, 2014
- RFB Super Cup:
  - Runner-up: 2021
- EuroLeague Women:
  - Runner-up: 2016, 2019
- FIBA Europe SuperCup Women: 1
  - Winnaar: 2017